# Válka šimpanzů v Gombe
Jako válka šimpanzů v Gombe je označován čtyřletý konflikt v letech 1974 až 1978 mezi skupinami šimpanzů učenlivých (Pan troglodytes) na území dnešního Národního parku Gombe v Tanzanii. Konflikt přesáhnul jakékoli do té doby pozorované bitky o potravu či teritorium u ostatních zvířat, stal se regulérní primitivní a brutální válkou, jejíž vedení bylo do té doby přisuzováno pouze člověku.

## Průběh konfliktu
Území Gombe představovalo domov pro klan šimpanzů pojmenovaný Kasekela. V roce 1971, po úmrtí bývalého vůdce, se původní klan Kasekela začal štěpit na dvě soupeřící frakce. Během několika příštích měsíců se skupina devíti šimpanzů a jejich mláďat, vedená bratry Charliem a Hughem, odtrhla od skupiny Kasekela a vytvořila vlastní klan pojmenovaný Kahama, jenž si vymezoval jižní část území původního kmene Kasekela. Kasekelu mezitím vedl samec jménem Humphrey.
V průběhu dalších dvou let se konflikty mezi oběma klany omezily na teritoriální chování na hranicích. Válka vypukla až 7. ledna 1974, kdy skupina šesti šimpanzů z Kasekely plánovaně přepadla krmícího se samce Godiho z Kahamy a na místě ho ubila. Severní frakce v podobných vražedných výpadech, nájezdech a přepadech ze zálohy pokračovala po dobu dalších let, často útočila v přesile. Jednou z obětí se stal i Goliath, vysoce postavený samec původní, sjednocené skupiny, jehož bývalí společníci z Kasekely zabili. Jeho smrt pak zřejmě oslavovali radostnými pokřiky, bubnováním na kmeny stromů a vyhazováním předmětů do vzduchu. Válka skončila roku 1978, kdy byl zabit Sniff, poslední samec z Kahamy, jejíž území tak Kasekela obsadila.

## Význam a další výzkum
Konflikt se stal první zaznamenanou primitivní zvířecí válkou, jejíž vedení bylo do té doby přisuzováno pouze člověku. Šimpanzi z Gombe demonstrovali oddanost svému kmeni, konflikt vedli dlouhodobě, plánovaně a brutálně. Válku popsala anglická primatoložka Jane Goodallová, jež na území Gombe v tu dobu pracovala, přičemž brutalita mezi šimpanzi ji velmi zasáhla.
Goodallová samotná byla původně obviňována jako původce celého konfliktu. Podle této teorie se šimpanzi nechovali přirozeně a vraždili se kvůli zřízení krmné stanice v lese a dalším lidským aktivitám na území parku. Roku 2018 byla v periodiku American Journal of Physical Anthropology publikována rozsáhlá studie restaurující sociální vztahy šimpanzů z původního klanu Kasekela, jež shrnula, že spory mezi členy Kasekely probíhaly několik let před prvními útoky a jako hlavní důvod války označuje boj o moc mezi třemi vysoce postavenými samci a nízký počet dospělých samic. Zároveň bylo od té doby zdokumentováno více podobných konfliktů.